# 独占スタージャック!
『独占スタージャック!』（どくせんスタージャック）は、1983年4月21日から1984年3月27日までテレビ東京系列局で放送されていたテレビ東京製作の情報バラエティ番組である。その後も1984年4月16日から同年8月27日まで『NEWスタージャック』（ニュースタージャック）と題して放送され続けた。

## 概要
山田康雄が司会を務めていた前番組『独占!スター生情報』のリニューアル版で、和田アキ子が司会を務めていた。番組は、和田と桂文珍が芸能人の良い面と悪い面を語り合う「今週のスターアンタッチャブル」など、7つのコーナーで構成。『独占!スター生情報』が芸能情報のみを伝えていたのに対し、この番組は芸能、スポーツ、アニメ、ファッションなど幅広いジャンルの情報を取り上げていた。
『NEWスタージャック』では新人発掘オーディションのコーナーがあり、唐沢寿明が本名名義で出場したことがある。

## タイトルの変遷
- 独占スタージャック!アッコと文珍の生放送（ - アッコとぶんちんのなまほうそう、1983年4月21日 - 1983年9月29日）

ここまではテレビ東京本社ではなく、新宿のスタジオアルタからの生放送。
- 独占スタージャック!アッコ&文珍本日発売（ - アッコアンドぶんちんほんじつはつばい、1983年10月18日 - 1984年3月27日）
- NEWスタージャック（1984年4月16日 - 1984年8月27日）

上記2番組は生放送ではなくVTRによる事前収録番組。

## 放送時間
いずれも日本標準時。
- 木曜 20:00 - 20:54 （独占スタージャック!アッコと文珍の生放送）
- 火曜 21:00 - 21:54 （独占スタージャック!アッコ&文珍本日発売）
- 月曜 19:00 - 19:54 （NEWスタージャック）

## 司会
- 和田アキ子 - 全ての回に出演。
- 桂文珍 - 『独占スタージャック!』時代の出演者。
- アグネス・チャン - 『NEWスタージャック』時代の出演者。
- 山田邦子 - 『NEWスタージャック』時代の出演者。

## 放送局
特記の無い限り全て放送時間は制作局・テレビ東京と同じ、同時ネット。
- テレビ東京
- テレビ大阪
- テレビ愛知（1983年9月開局時から）
- ミヤギテレビ：土曜 13:00 - 13:54（1983年12月時点）[3] → 日曜 12:00 - 12:54（1984年6月時点）[4]
- 新潟総合テレビ：水曜（火曜深夜）0:05 - 1:00[5]
- 岐阜放送[6]
- 三重テレビ（1983年10月、「アッコ&文珍本日発売」から放送開始）[6]
- 西日本放送：日曜 12:00 - 12:54（1983年12月時点）[7]
- テレビ西日本：土曜 13:00 - 13:54[8][9]
- サガテレビ：土曜 13:00 - 13:54[8][9]
- 熊本放送：土曜 13:00 - 13:54（1983年12月時点）[8] → 金曜 15:05 - 16:00（1984年6月時点）[9]